# Bouillé-Courdault
Pour les articles homonymes, voir Courdault et Bouillé.
Bouillé-Courdault est une commune française située dans le département de la Vendée, en région Pays de la Loire.
Commune de la région naturelle du Marais poitevin, elle est incluse dans le parc naturel régional du marais poitevin.
Ses habitants sont les Bouilletais (pour Bouillé) et les Courdelais (pour Courdault).

## Géographie
Le territoire municipal de Bouillé-Courdault s'étend sur 976 hectares. L'altitude moyenne de la commune est de 6 mètres, avec des niveaux fluctuant entre 2 et 22 mètres,.
| Saint-Pierre-le-Vieux |                   | Oulmes (Rives-d'Autise) |
|                       | Bouillé-Courdault |                         |
| Liez                  |                   | Benet                   |

### Climat
Pour des articles plus généraux, voir Climat des Pays de la Loire et Climat de la Vendée.
En 2010, le climat de la commune est de type climat océanique franc, selon une étude du CNRS s'appuyant sur une série de données couvrant la période 1971-2000. En 2020, Météo-France publie une typologie des climats de la France métropolitaine dans laquelle la commune est exposée à un climat océanique et est dans la région climatique  Poitou-Charentes, caractérisée par un bon ensoleillement, particulièrement en été et des vents modérés. 
Pour la période 1971-2000, la température annuelle moyenne est de 12,1 °C, avec une amplitude thermique annuelle de 14,3 °C. Le cumul annuel moyen de précipitations est de 792 mm, avec 12,1 jours de précipitations en janvier et 6,6 jours en juillet. Pour la période 1991-2020, la température moyenne annuelle observée sur la station météorologique de Météo-France la plus proche, sur la commune de Niort à 19 km à vol d'oiseau, est de 12,8 °C et le cumul annuel moyen de précipitations est de 846,6 mm,. Pour l'avenir, les paramètres climatiques de la commune estimés pour 2050 selon différents scénarios d'émission de gaz à effet de serre sont consultables sur un site dédié publié par Météo-France en novembre 2022.

## Urbanisme

### Typologie
Au 1er janvier 2024, Bouillé-Courdault est catégorisée commune rurale à habitat dispersé, selon la nouvelle grille communale de densité à sept niveaux définie par l'Insee en 2022.
Elle est située hors unité urbaine. Par ailleurs la commune fait partie de l'aire d'attraction de Niort, dont elle est une commune de la couronne,. Cette aire, qui regroupe 91 communes, est catégorisée dans les aires de 50 000 à moins de 200 000 habitants,.

### Occupation des sols
L'occupation des sols de la commune, telle qu'elle ressort de la base de données européenne d’occupation biophysique des sols Corine Land Cover (CLC), est marquée par l'importance des territoires agricoles (92,3 % en 2018), en diminution par rapport à 1990 (97 %). La répartition détaillée en 2018 est la suivante : 
terres arables (48,7 %), prairies (37,4 %), zones urbanisées (7,7 %), zones agricoles hétérogènes (6,2 %). L'évolution de l’occupation des sols de la commune et de ses infrastructures peut être observée sur les différentes représentations cartographiques du territoire : la carte de Cassini (XVIIIe siècle), la carte d'état-major (1820-1866) et les cartes ou photos aériennes de l'IGN pour la période actuelle (1950 à aujourd'hui).

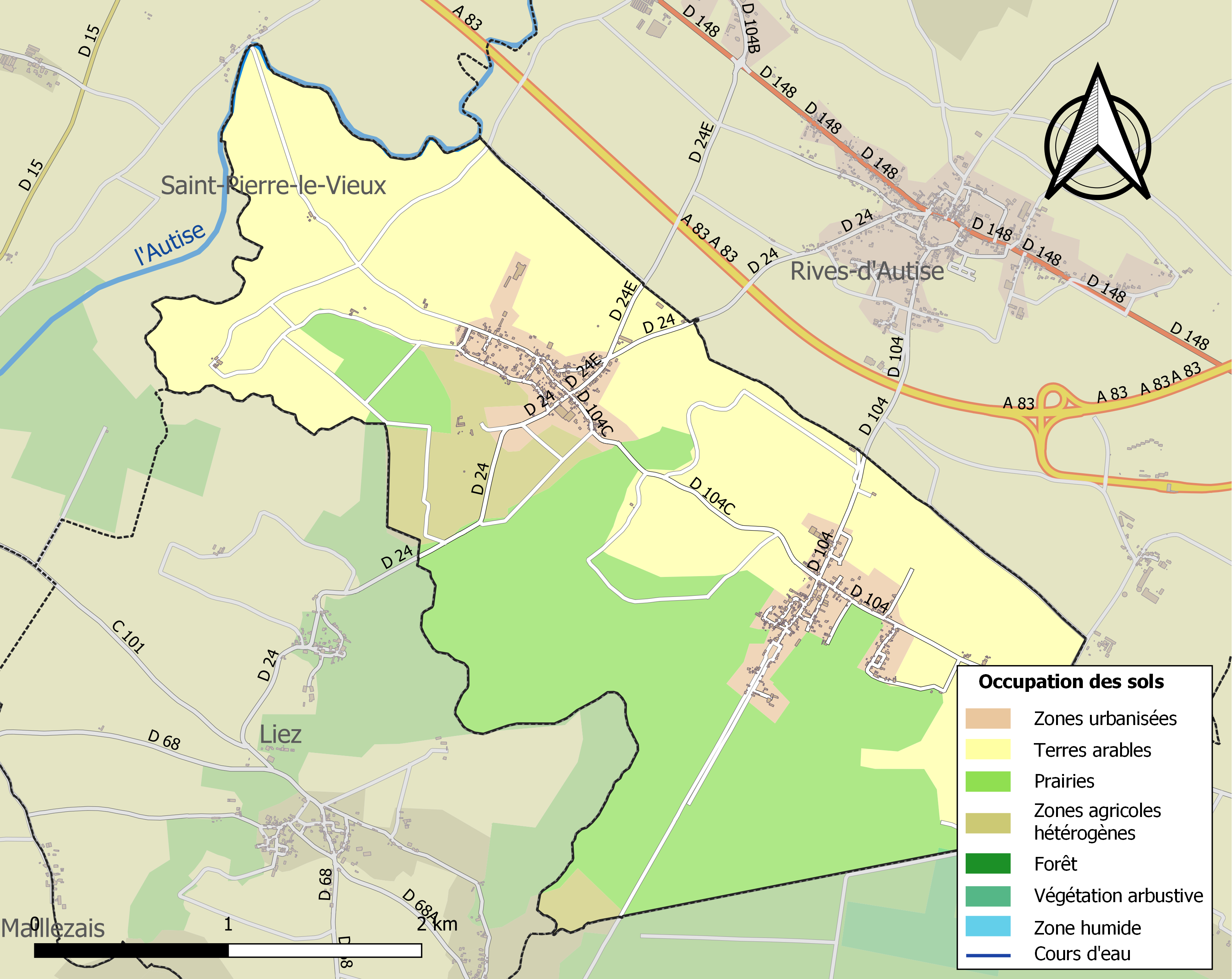
Carte des infrastructures et de l'occupation des sols de la commune en 2018 (CLC).

## Toponymie
En poitevin, la commune est appelée Boullàe-Courdàu.

## Histoire
L'église de la paroisse de Bouillé était consacrée à Saint-Quentin, celle de Courdault à Saint-Gilles.
La commune est née du regroupement des communes de Bouillé et de Courdault en 1827.

## Politique et administration

### Liste des maires
| Période                                  | Période  | Identité          | Étiquette | Qualité                                           |
| ---------------------------------------- | -------- | ----------------- | --------- | ------------------------------------------------- |
| avant 1988                               | ?        | Jean Cardineau    |           |                                                   |
| mars 2001                                | En cours | Stéphane Guillon, | DVD-LR    | agriculteur, conseiller départemental depuis 2021 |
| Les données manquantes sont à compléter. |          |                   |           |                                                   |

## Population et société

### Démographie

#### Évolution démographique
L'évolution du nombre d'habitants est connue à travers les recensements de la population effectués dans la commune depuis 1793. Pour les communes de moins de 10 000 habitants, une enquête de recensement portant sur toute la population est réalisée tous les cinq ans, les populations de référence des années intermédiaires étant quant à elles estimées par interpolation ou extrapolation. Pour la commune, le premier recensement exhaustif entrant dans le cadre du nouveau dispositif a été réalisé en 2005.

En 2022, la commune comptait 595 habitants, en évolution de +1,88 % par rapport à 2016 (Vendée : +5,33 %, France hors Mayotte : +2,11 %).
| 1793 | 1800 | 1806 | 1821 | 1831 | 1836 | 1841 | 1846 | 1851 |
| ---- | ---- | ---- | ---- | ---- | ---- | ---- | ---- | ---- |
| 298  | 276  | 290  | 337  | 560  | 646  | 669  | 657  | 686  |

| 1856 | 1861 | 1866 | 1872 | 1876 | 1881 | 1886 | 1891 | 1896 |
| ---- | ---- | ---- | ---- | ---- | ---- | ---- | ---- | ---- |
| 727  | 725  | 727  | 720  | 724  | 714  | 663  | 663  | 670  |

| 1901 | 1906 | 1911 | 1921 | 1926 | 1931 | 1936 | 1946 | 1954 |
| ---- | ---- | ---- | ---- | ---- | ---- | ---- | ---- | ---- |
| 632  | 621  | 584  | 519  | 508  | 477  | 468  | 423  | 412  |

| 1962 | 1968 | 1975 | 1982 | 1990 | 1999 | 2005 | 2006 | 2010 |
| ---- | ---- | ---- | ---- | ---- | ---- | ---- | ---- | ---- |
| 462  | 473  | 408  | 408  | 418  | 435  | 457  | 447  | 481  |

| 2015 | 2020 | 2022 | - | - | - | - | - | - |
| ---- | ---- | ---- | - | - | - | - | - | - |
| 571  | 593  | 595  | - | - | - | - | - | - |

#### Pyramide des âges
En 2018, le taux de personnes d'un âge inférieur à 30 ans s'élève à 34,2 %, soit au-dessus de la moyenne départementale (31,6 %). À l'inverse, le taux de personnes d'âge supérieur à 60 ans est de 22,2 % la même année, alors qu'il est de 31,0 % au niveau départemental.
En 2018, la commune comptait 287 hommes pour 311 femmes, soit un taux de 52,01 % de femmes, légèrement supérieur au taux départemental (51,16 %).
Les pyramides des âges de la commune et du département s'établissent comme suit.
| Hommes | Classe d’âge | Femmes |
| ------ | ------------ | ------ |
| 0,0    | 90 ou +      | 1,3    |
| 6,3    | 75-89 ans    | 5,8    |
| 15,8   | 60-74 ans    | 15,3   |
| 24,2   | 45-59 ans    | 19,2   |
| 23,5   | 30-44 ans    | 20,5   |
| 9,8    | 15-29 ans    | 11,7   |
| 20,4   | 0-14 ans     | 26,3   |

| Hommes | Classe d’âge | Femmes |
| ------ | ------------ | ------ |
| 0,8    | 90 ou +      | 2,2    |
| 8,7    | 75-89 ans    | 11,1   |
| 20,3   | 60-74 ans    | 21,3   |
| 20     | 45-59 ans    | 19,4   |
| 17,5   | 30-44 ans    | 16,8   |
| 15     | 15-29 ans    | 13,2   |
| 17,7   | 0-14 ans     | 16,1   |

## Lieux et monuments

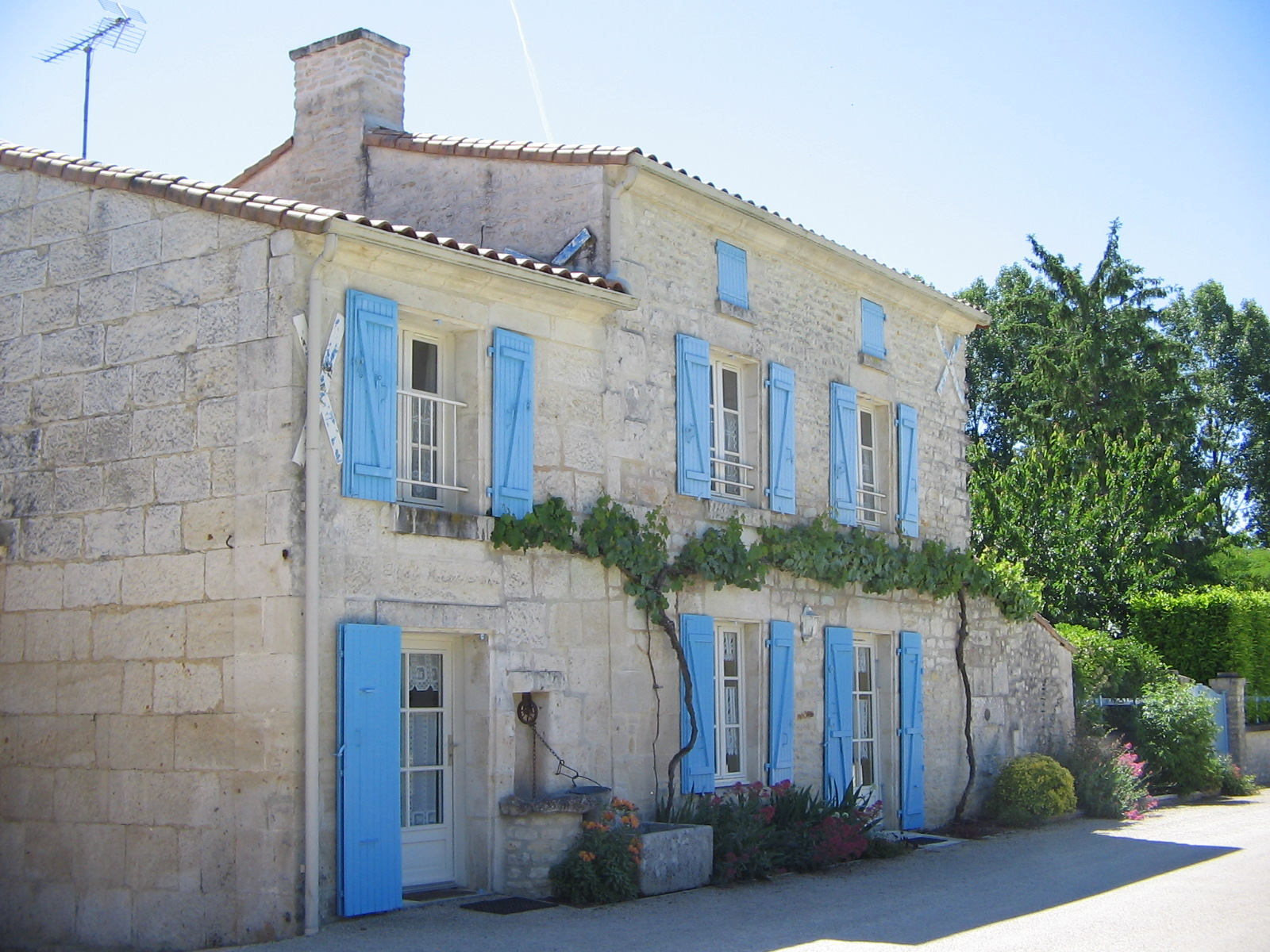
Maison près du port de Courdault en mai 2011.

- Église Saint-Quentin.

### Château
Une motte féodale a été repérée par photographie archéologique aérienne par Maurice Marsac au lieu-dit le Grand Levis, inventaire M Marsac S.355.. Elle est de forme quadrangulaire protégée par des fossés angulaires emboités.
La commune de Bouillé-Courdault abrite les ruines du château où serait né Jacques du Fouilloux en 1521.
Ce logis du XVIIe siècle, qui fut rasé dans les années 1930, était d'un type original avec trois hauts pavillons accolés à hautes toitures séparées, celui du centre étant doté d'une toiture dite « à l'Impériale » : vers 1970 sa grille a été remontée dans la cour de la partie de l'ex-Carmel de Niort (XVIIe s.) devenue la clinique Boisseau,  devenue depuis une résidence privée (Daniel Courant, Laure Renaud et Yann Werderoy pour les photos, Les belles demeures de Niort, La Geste, 2021).
La paire de lions en pierre sculptée qui sommait ses piliers a été déposée pour orner un autre bâtiment (localisation actuelle ?).
Au Nord, la propriété est bordée par la fontaine Saint-Quentin.

### Canal
Courdault est le point de départ du canal de la vieille Autise.